# Pamela Gidley
Pamela Gidley (Methuen, 11 de junho de 1965 – Seabrook, 16 de abril de 2018) foi uma atriz e modelo norte-americana mais conhecida por seu trabalho no filme Twin Peaks: Fire Walk with Me de 1992.

## Biografia
Pamela nasceu em Methuen, Massachusetts, em 1965. Tinha outros três irmãos, dois mais velhos, Glenn e Daniel, e um mais novo, Brian. Em 1985, ganhou o prêmio de garota mais bonita do mundo no concurso da agência de modelos Wilhemina, em Sydney, Austrália. Assim que a carreira de modelo começou a deslanchar, Pamela começou a ter aulas de atuação com a atriz e professora Stella Adler, na New York Academy of Dramatic Art. Em seguida, Pamela se mudou para Los Angeles para tentar emplacar na carreira de atriz.

## Carreira
Sua estreia no cinema foi no filme Thrashin, de 1986. Durante a década de 1980, Pamela apareceu em diversos filmes como Dudes, Permanent Record, The Blue Iguana e o clássico cult de ficção científica, Cherry 2000. Nos anos 1990, estrelou o filme Twin Peaks: Fire Walk with Me, filme que antecedia a série de televisão.
Pamela era mais conhecida por seus papéis em séries de TV.

## Morte
Pamela morreu em sua casa em Seabrook, New Hampshire, em 16 de abril de 2018, aos 52 anos. A causa da morte não foi divulgada.

## Filmografia

### Filmes
| Ano  | Título                         | Papel                      | Observações              |
| ---- | ------------------------------ | -------------------------- | ------------------------ |
| 1986 | Thrashin                       | Chrissy                    |                          |
| 1987 | Dudes                          | Elyse                      |                          |
| 1987 | Cherry 2000                    | Cherry 2000                |                          |
| 1988 | The Blue Iguana                | Dakota                     |                          |
| 1988 | Permanent Record               | Kim                        |                          |
| 1990 | The Last of the Finest         | Haley                      |                          |
| 1990 | Disturbed                      | Sandy Ramirez              |                          |
| 1991 | Highway to Hell                | Clara                      |                          |
| 1991 | Liebestraum                    | Jane Kessler               |                          |
| 1992 | Twin Peaks: Fire Walk with Me  | Teresa Banks               |                          |
| 1992 | Love Is Like That              | Eloise                     |                          |
| 1993 | Paper Hearts                   | Samantha                   |                          |
| 1994 | Freefall                       | Katy Mazur                 |                          |
| 1994 | S.F.W.                         | Janet Streeter             |                          |
| 1994 | The Crew                       | Jennifer Pierce            |                          |
| 1996 | The Little Death               | Kelly Hannon               |                          |
| 1997 | Aberration                     | Amy Harding / Alex Langdon |                          |
| 1997 | Kiss & Tell                    | Beta Carotene              |                          |
| 1997 | Bombshell                      | Melinda Clark              |                          |
| 1997 | The Maze                       | Bertha                     |                          |
| 1998 | Mafia!                         | Pepper Gianini             |                          |
| 1998 | The Treat                      | Dolly                      |                          |
| 1999 | Liar's Poker                   | Linda                      |                          |
| 2000 | The Little Vampire             | Dottie Thompson            |                          |
| 2000 | Goodbye Casanova               | Hilly                      |                          |
| 2001 | True Blue                      | Beck                       |                          |
| 2001 | Puzzled                        | Susan                      |                          |
| 2002 | Luster                         | Alyssa                     |                          |
| 2002 | Landspeed                      | Linda Fincher              |                          |
| 2005 | Cake Boy                       | Becky                      | Direto para locadoras    |
| 2014 | Twin Peaks: The Missing Pieces | Teresa Banks               | (último papel no cinema) |

### Televisão
| Ano       | Título                         | Papel                   | Observações                                               |
| --------- | ------------------------------ | ----------------------- | --------------------------------------------------------- |
| 1986      | MacGyver                       | Gina                    | Episódio: "Final Approach"                                |
| 1987      | Crime Story                    | Teddi Butler            | Episódio: "Love Hurts"                                    |
| 1987-1988 | Tour of Duty                   | Tenente Nikki Raines    | Episódios: "Nowhere to Run", "Angel of Mercy", "The Hill" |
| 1988      | Glory Days                     | Diane                   | filme                                                     |
| 1990      | Blue Bayou                     | Deanie Fortenot Serulla | filme                                                     |
| 1992      | Angel Street                   | Det. Dorothy Paretsky   | filme                                                     |
| 1992      | Angel Street                   | Det. Dorothy Paretsky   | Protagonista                                              |
| 1995-1996 | Strange Luck                   | Audrey Westin           | Protagonista 17 episódios                                 |
| 1997-2000 | The Pretender                  | Brigitte                | recorrente, 17 episódios                                  |
| 1998      | Man Made                       | Kitty                   | filme                                                     |
| 2000-2002 | CSI: Crime Scene Investigation | Teri Miller             | 5 episódios                                               |
| 2000      | Goodbye Casanova               | Hilly                   | filme                                                     |
| 2003–2004 | Skin                           | Barbara Goldman         | Recorrente, 6 episódios                                   |
| 2006      | The Closer                     | Annalisa Mundy          | episódio: "Head Over Heels"                               |